# 椛島良介
椛島 良介（かばしま りょうすけ、1954年〈昭和29年〉‐ ）は、漫画雑誌の編集者。北海道室蘭市出身。
『週刊少年ジャンプ』（集英社）にて荒木飛呂彦の連載を担当し、「ジョジョの奇妙な冒険」の誕生のきっかけとなった人物として知られる。
祖父は挿絵画家、漫画家の樺島勝一。叔父は赤塚不二夫等を担当した編集者の樺島基弘。

## 経歴
1954年、製鉄会社に勤務していた父親の転勤先である北海道の室蘭市に生まれ、幼少時代に東京都へ移り住む。子供時代から漫画に夢中となり、横山光輝やちばてつやの漫画の他、少年キング、少年サンデー等の熱心な読者となる。
大学時代に創刊された月刊プレイボーイに感銘を受け、卒業後の1979年に集英社に入社。研修を経て後に「北斗の拳」等大ヒット作を手掛ける堀江信彦と共に少年ジャンプに配属。当時の西村繁男編集長の元、車田正美の「リングにかけろ」等の人気作品を研究しながら編集者としてのノウハウを学んだ。
入社1年後に偶然、持込に来た荒木飛呂彦を担当することとなり、荒木が執筆した「武装ポーカー」を見て、才能と可能性を感じ、手塚賞受賞後は「魔少年ビーティー」「バオー来訪者」など初期の連載を担当する。1987年から連載となった「ジョジョの奇妙な冒険」では第一部「ファントムブラッド」から第三部「スターダストクルセイダース」まで担当し、設定や作品の方向性などについて大きな貢献を果たした（後述）。
他には「ハイスクール!奇面組」「まじかる☆タルるートくん」などのヒット作を担当し週刊少年ジャンプ編集部には13年間在籍。1992年に離脱後は
MANGAオールマンの編集長を経て、1999年からは集英社新書編集長に就任し、学術・教養系の新書を担当。2015年に定年退職し、集英社インターナショナルの役員として季刊誌kotoba、集英社インターナショナル新書の創刊に関わり、2019年に退任後は祖父である樺島勝一の個展やイベントでの講演に加え、フリーランスの編集者として活躍している。

## 人物
- 好きな漫画家として諸星大二郎を挙げている。また諸星や星野之宣の作品がジャンプに掲載されていたことがきっかけで後に荒木飛呂彦が「ジョジョの奇妙な冒険」を執筆開始する際に提唱した「メジャー誌でマイナーをする」という意思が生まれたという[2][5]。
- 荒木飛呂彦が「恩人の一人」と挙げる人物であり、公私ともに深い付き合いがある。デビュー当時、我流であった荒木に漫画の描き方を基礎から教え、また、苦心の末、「魔少年ビーティー」の初連載にこぎつけるなど、プロデビューの足掛かりを作った。加えて「ジョジョ」では敵役ディオ・ブランドーのキャラクター設定や時代考証についてのアドバイスを行い、特に第三部「スターダストクルセイダース」では「波紋からの卒業」「トーナメント制の禁止」を打ち出しただけでなく、出不精だった荒木をイタリアやエジプトなどの取材旅行に連れ出し、以後の作風にも大きな影響を与えた[6][4][7]。その数々の貢献から第三部終了時には荒木から「ジョジョの奇妙な冒険は椛島なくして存在しない作品」と作中で謝辞を送られている。
- 博覧強記で学者肌の人物として知られ、古代エジプトから中世ヨーロッパ等の西洋史、博物学についてはかなりの学識を誇る。またアタナシウス・キルヒャーなどの希少本も数多く所有し、著作を担当した小宮正安は「現代版人間驚異の部屋」と後書きで賛辞を記している。
- ヨーロッパの怪奇ミステリー等を中心に小説や映画に造詣が深く、駆け出し時代の荒木に映画や小説などを指南した。他にもコリン・ウィルソンの著作を荒木に勧めるなど影響を与えている。逆にB級映画やスティーブン・キングなどの作品については荒木から教わることも多かったという[4]。
- ジョージ秋山とも親交があり、少年ジャンプからMANGAオールマンまで彼の作品を担当した。また担当作品ではないが「デロリンマン」を推薦書として挙げている[8]。
- 少年ジャンプがF1世界選手権のトップチーム「マクラーレン・ホンダ」のスポンサーとなった際の企画・立案者である[9]。
- 担当した「てんぎゃん -南方熊楠伝-」では、地元の小学生が南方熊楠の自宅に見学に来るなど反響が大きく、また熊楠の実娘からも好評を得るなどやりがいを感じていたが、自身の入院や他部署への異動が重なり、第2章を準備中にもかかわらず第1章で終わってしまったことが大変残念であったという[9]。

## 主な担当作品

### 少年ジャンプ
- 荒木飛呂彦
  - 魔少年ビーティー
  - バオー来訪者
  - ゴージャス☆アイリン
  - ジョジョの奇妙な冒険（第一部「ファントムブラッド」から第三部「スターダストクルセイダースまで）
- 宮下あきら
  - 魁!!男塾
- 新沢基栄
  - ハイスクール!奇面組
- 江川達也
  - まじかる☆タルるートくん
- 佐藤正
  - 燃えるお兄さん
- ジョージ秋山
  - シャカの息子
  - 海のゴンスイ
- 岸大武郎
  - 恐竜大紀行
  - てんぎゃん -南方熊楠伝-
- ひらまつつとむ
  - 飛ぶ教室

### 集英社新書
- 安達正勝
  - 「死刑執行人サンソン ―国王ルイ十六世の首を刎ねた男 」
  - 「フランス反骨変人列伝」
  - 「ナポレオンを創った女たち」
- 近藤二郎
  - 「ヒエログリフを愉しむ　古代エジプト聖刻文字の世界」
- 小宮正安
  - 「愉悦の蒐集 ヴンダーカンマーの謎」
- 会田誠
  - 「ロスト・モダン・トウキョウ」
- 五木寛之
  - 「知の休日」
- 広瀬隆
  - 「アメリカの経済支配者たち」
- 養老孟司
  - 「いちばん大事なこと」
- 橋田寿賀子
  - 「夫婦の格式」

### 集英社
- 『南方熊楠英文論考 「ネイチャー」誌篇』 飯倉照平監修・松居竜五・田村義也・中西須美訳
- 『南方熊楠英文論考 「ノーツ　アンド　クエリーズ」誌篇』 飯倉照平監修・松居竜五・田村義也・中西須美・志村真幸・南條竹則・前島志保訳

## 関連リンク
- 初代JOJO担当編集 椛島良介インタビュー #1【週刊少年ジャンプ編】『リンかけ』に学び、諸星大二郎作品に救われた
- 椛島良介さんインタビュー #2【荒木飛呂彦編】膨大なインプットをしながら、締め切りを守らないことがない！
- 椛島良介さんインタビュー #3 【おすすめマンガ編】
- ジョジョの奇妙な冒険　転機は「スタンド」連載27年人気の裏側
- JOJO 独自の魅力追求　荒木飛呂彦さん「ホラーで知的な冒険」　長崎県美術館で原画展　3月29日まで
- 「これ以上、王道の漫画はない」――荒木飛呂彦が「ジョジョ」を描き続ける理由
- 南方熊楠顕彰館館長講演会「南方熊楠顕彰館はなぜ田辺にあるのか」（2023年３月５日）※パネラーとして第二部座談会で「てんぎゃん -南方熊楠伝-」について講演